# Rechtsgestreepte platschelp
De Rechtsgestreepte platschelp (Fabulina fabula) is een tweekleppige zeeschelp.

## Beschrijving

### Schelpkenmerken
Deze schelp dankt zijn Nederlandse naam aan het feit dat alleen de rechterklep een sculptuur van fijne streepjes heeft. Deze streepjes lopen schuin over de schelp heen. De linkerklep is glad. In zeldzame gevallen is de linkerklep gestreept in plaats van de rechter of zijn beide kleppen gestreept of niet gestreept.
De schelp is dunschalig en breekbaar. De top ligt ongeveer in het midden. De achterkant is nog meer toegespitst dan bij de Tere platschelp.

### Grootte
Lengte tot 25 mm, hoogte tot 18 mm.

### Kleur
Meestal oranjegeel, wit of lichtroze met bij de top een oranjerode vlek.

### Voorkomen
De schelp heeft een sterke slotband, die in feite sterker is dan de schelp zelf. Daardoor spoelen vaak doubletten aan. Omdat de schelp zo kwetsbaar is, vind je vaak doubletten waarvan één helft beschadigd is. Langs de hele kust spoelen exemplaren algemeen aan, vooral in horentjesgruis en in aanspoelsel na aflandige wind.